# مجرای اشلم
مجرای اشلم (انگلیسی: Schlemm's canal) یا سینوس سیاهرگی صلبیه (Venous sinus of sclera) مجرایی حلقوی است در محل اتصال صلبیه و قرنیه که ماده زلالیه از اتاق پیشین چشم به درون آن وارد می‌شود. معنی اسلایم و یا لزج مانند هم میدهد.

## ساختار
مجراي اشلم یک لوله اندوتلیوم است که شبیه به یک رگ لنفاوی است. در داخل مجرا، نزدیکترین به زلالیه، توسط شبکه ترابکولار پوشیده شده و باز نگه داشته شده است.[4] این باعث ایجاد مقاومت خروجی در برابر زلالیه می شود.

## توسعه
در حالی که مجراي اشلم به طور کلی به عنوان یک ورید یا یک سینوس وریدی صلبیه در نظر گرفته می شود، این کانال شبیه به عروق لنفاوی است. در تنظیمات فیزیولوژیکی هرگز با خون پر نمی شود زیرا گردش خون شریانی را دریافت نمی کند.

## كاركرد
مجراي اشلم، مایع زلالیه را از محفظه قدامی جمع می کند. آن را از طریق وریدهای آبی به رگ‌های خونی episcleral می‌رساند.

## تاريخچه
نام مجراي اشلم به نام فردریش شلم (1795–1858)، آناتومیست آلمانی، گرفته شده است.